# 迷彩服2型

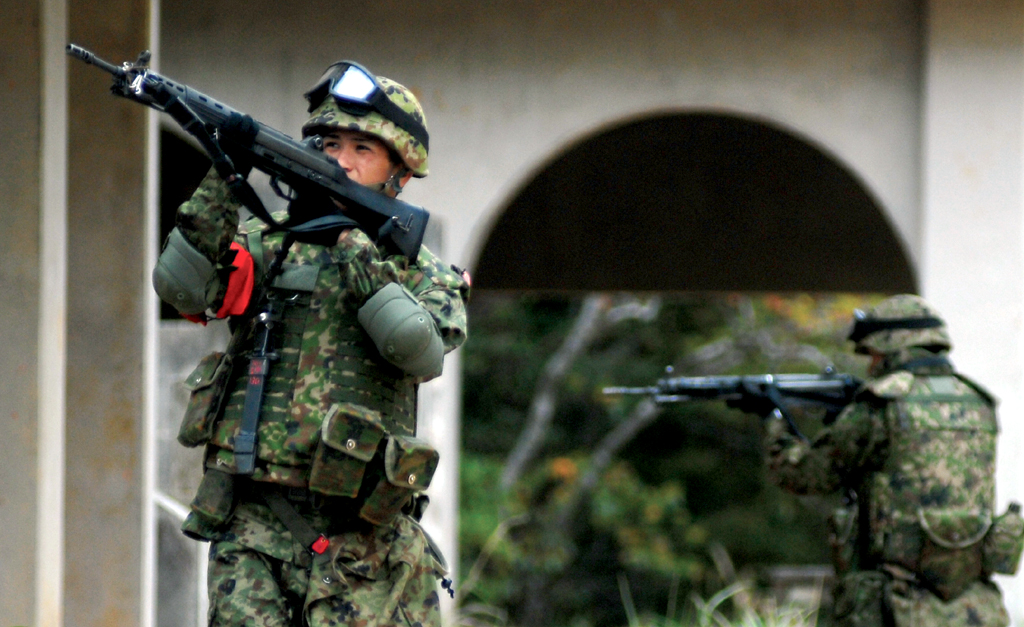
迷彩服2型の上に防弾チョッキ2型を着用して訓練を行う隊員たち

迷彩服2型（めいさいふくにがた）は、1992年（平成4年）より迷彩服1型および65式作業服に代わり陸上自衛隊隊員に貸与される被服である。現在は、細部の改良・変更を行った迷彩服3型に逐次更新されている。
海上自衛隊が陸上戦闘服として採用しているほか航空自衛隊の航空救難団の救難服の一つにも採用されている。

## 概要

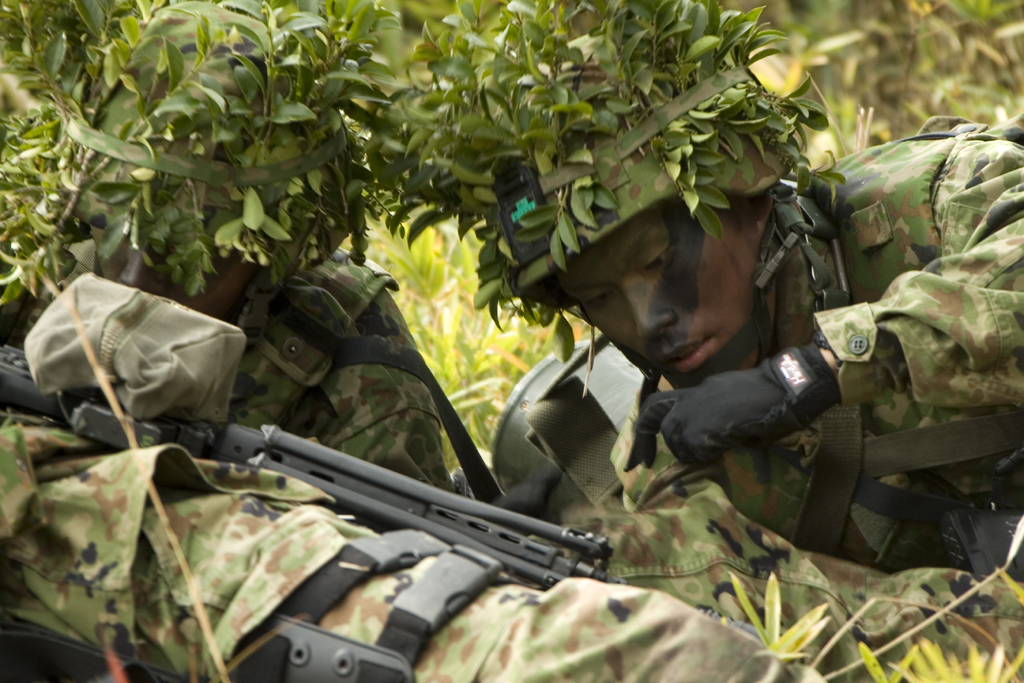
戦闘訓練を行う隊員

陸上自衛隊では1970年代半ばより、演習等訓練時迷彩服1型（旧迷彩服）」が使用されていたが、その迷彩パターンは北海道の主要植生である熊笹と赤土土壌を考慮した物であり、その外の地域では明るく目立つものであった。以上を踏まえ、1980年代後半から1990年代前半の戦闘装着セット開発の一環として、日本国内の様々な山野の風景をコンピュータ処理（ドット化）し、日本全域での使用により最適化された迷彩パターンの「迷彩2型」が開発され、これを採用した新型戦闘服が登場した。
新型迷彩を使用した陸上自衛隊の戦闘服は種々存在する。まず、陸上自衛官には、65式作業服の後継として「作業服，迷彩」の名称で2着貸与される。これは部隊等異動とともに個人で携行する個人被服（夏冬制服や外套、短靴などと同様）である。さらに、戦闘装着セットが装備される部隊に所属する陸上自衛官には、迷彩服1型の後継として「戦闘服，一般用」「戦闘服，空挺用」「戦闘服，装甲用」「戦闘服，航空用」等の名称（それぞれ運用に応じて要求される性能によって細部仕様が異なる）で所属の間2着貸与される。一方で、同セットが装備されない機関等には、「迷彩服2型」が貸与される。
当初「作業服、迷彩」は一連の「戦闘服」と異なる生地が使用されていたが、仕様統一され「作業服、迷彩」は「迷彩服2型」の名称で置き換わった。さらに現在、「戦闘服2型」「迷彩服3型」の名称で、細部仕様のマイナーチェンジを図った被服にそれぞれ逐次更新されている。
損傷や劣化等により機能を喪失し回収されたものは、原則として各駐屯地業務隊や各方面補給処にて一括回収され、全てシュレッダー等により裁断破棄される。

## 特徴

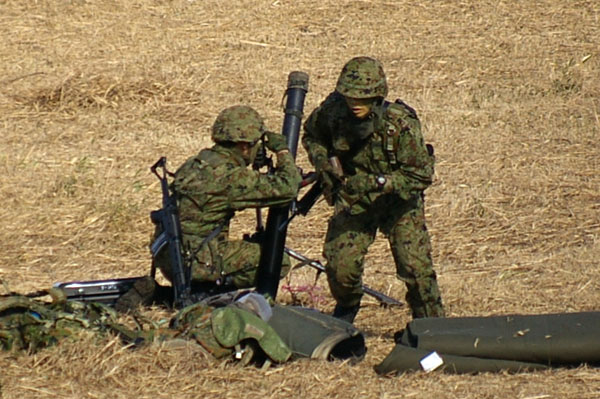
迷彩服2型を着た空挺団普通科大隊迫撃砲中隊の隊員

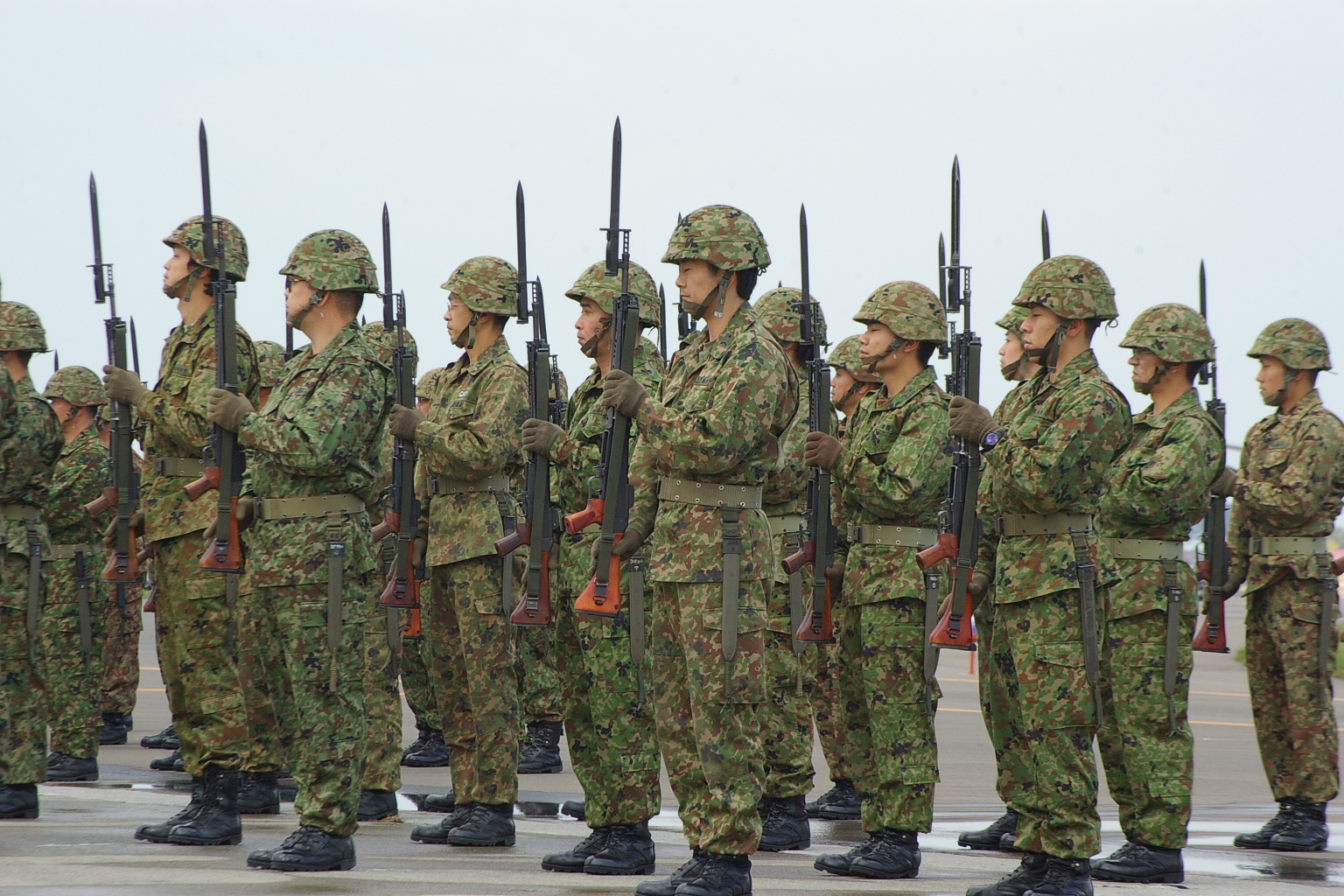
64式7.62mm小銃で着剣捧げ銃をする隊員達

日本の平均的な植生の画像データを基にドット（斑点）状のパターンを形成している。この迷彩パターンは「迷彩2型」と呼ばれ、戦闘装着セットのほぼ全ての装備品に使用されている。近距離における秘匿性が非常に高く、戦闘行動全般よりは待ち伏せにその威力を発揮するといわれている。これは専守防衛に基づき、原則として日本国外で戦闘を行うことがない自衛隊の特殊な事情が影響している。また、素材は難燃ビニロン70%と綿30%（納入年度によっては50:50の物もある）で、600度の熱にさらされても約12秒間着用者を防護できる程の難燃性が付与されているほか、赤外線暗視装置での探知を困難にする近赤外線偽装が施されるなどの工夫が施されている。
戦闘装着セットに組み込まれている戦闘服（一般用）と組み込まれていない迷彩服2型は一見すると同じに見えるが、過去に支給されていた戦闘服2型のみ対赤外線偽装が施されている。通常の洗濯用洗剤を使用すると、蛍光増白剤のため効果が失われるので、中性洗剤で洗濯するよう指導されていた。また、戦闘装着セットが配備されている部隊にも従来のOD作業服に替わり迷彩作業服2型が支給されていたが、現在は殆ど3型に更新されている。
迷彩戦闘服は基本的に「戦闘」を目的とし、通常の作業等には使用されない予定であったが、2001年（平成13年）頃より中部方面隊や北部方面隊の一部の部隊が通常勤務で使用したのを皮切りに全国の部隊で使用が開始されOD作業服に替わり日常的に着用されていたが、前述の通り現在ではほぼ3型に更新されている。
作業で酷使されることが多くなった影響および元々の縫製が非常に甘いためからか、従来のOD戦闘服に比べ非常に破れやすい。ズボンのポケットに多少大きめの財布を入れておくとポケットが破れたり、膝当て部分も暫く経つと縫製が解けて破れはじめる。ただし、この問題は近年に調達された被服においては改善されている模様である。なお、支給される戦闘服（一般用・2型）は隊員一人あたり2着のみの支給に加え、1着は警衛勤務などの特別勤務等の使用に割り振られるため、多くの隊員は私物として自費で購入した迷彩作業服を使用する場合が多かった。

## デザイン

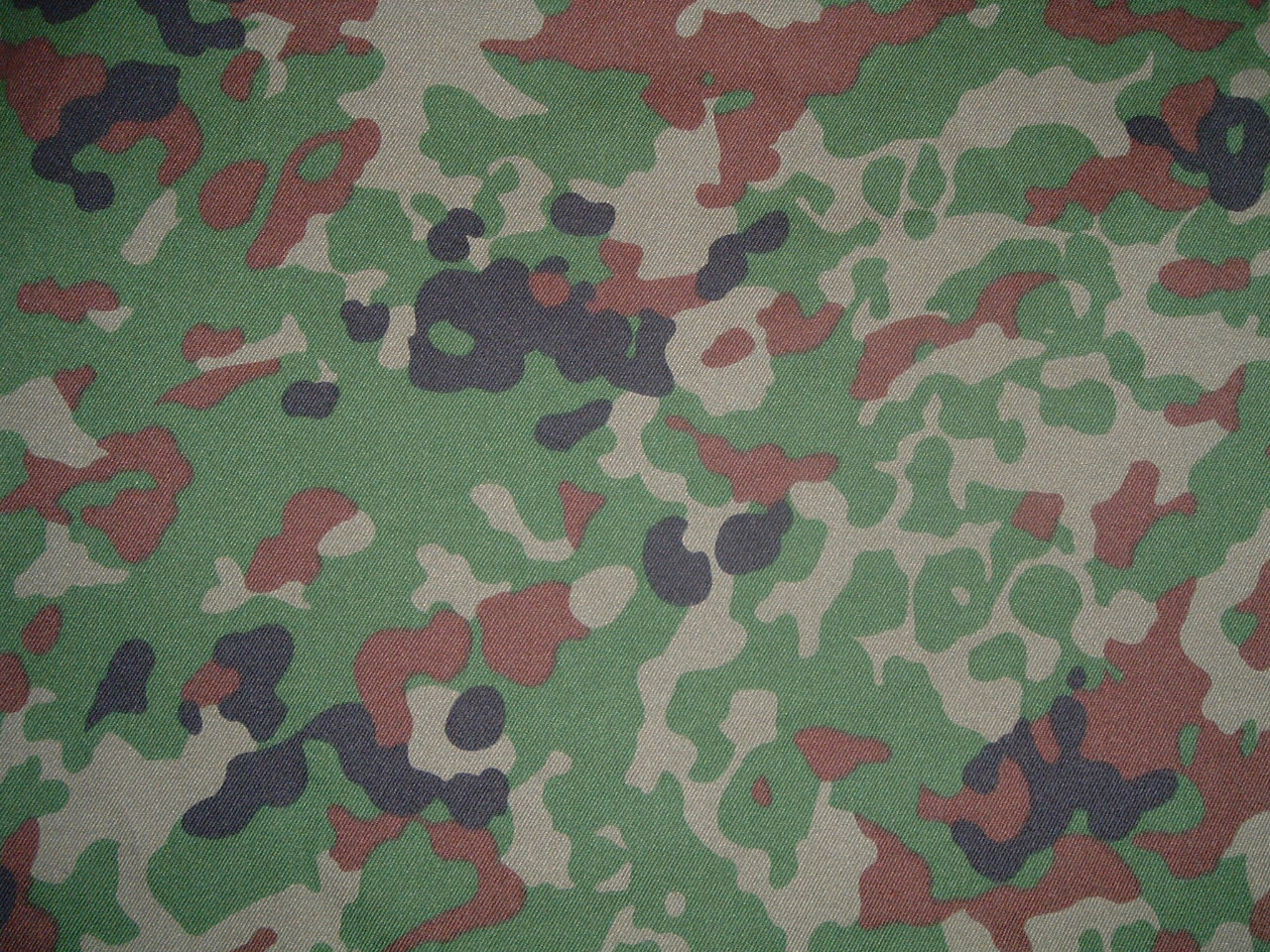
迷彩パターン

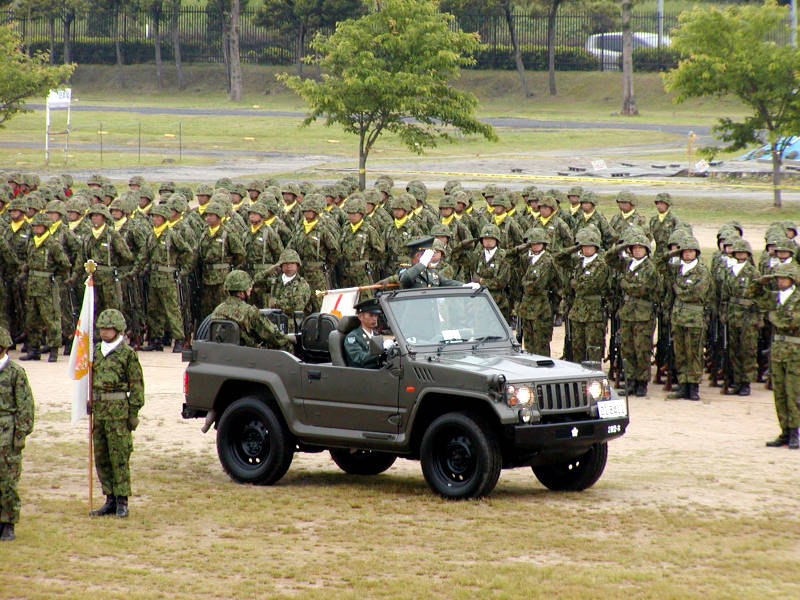
巡閲を受ける隊員達

一般用（2型・迷彩作業服共通）
上衣の胸元にポケット（鈍角三角形フラップ中央部にベルクロ）が2つ、ズボンにカーゴポケット（鈍角三角形フラップ中央部にボタンが1つ）とハンドポケットが2つずつ、臀部に小さなポケット（フラップ無しでボタンが1つ）が1つ備わり、袖口はボタンが2つある。膝や肘部分は二重になっている他、左肩にペン刺し、両腕と背中には植生擬装用のループが付いている。脇には通気用に切れ目が入っている。
空挺用
第一空挺団が使用する。基本的に外見は一般用とほぼ同じだが全体的に細身に仕上がっている。細部変更点としては、上衣胸ポケットのフラップが長方形型で、その両端に旧作業服に引き続いてスナップボタン留めになっている。ズボンのカーゴポケットも同じく長方形型フラップでスナップ留めである。追加点としてはズボン脹脛部に小ポケットが、左腕肩部のペン刺しの隣に耳栓ポケットがある。他には、袖口もスナップ留めである。前者は完全武装で航空機内座席に着席した場合、カーゴポケットが使用できない為その代換として存在する。主に降下長が使用する降下編成表、嘔吐袋、手袋あるいは防水処置をした煙草などを収納する。後者は読んで字の如く耳栓を収納する。削除点としては、臀部小ポケットが無くなった、ただし臀部の形に合わせて生地が二重になり補強されている。これは落下傘降下の着地時の衝撃に耐えるための処置である。

機甲用
外見は一般用と大差ないが、生地は一般用に比較してより高度な難燃繊維が使用されている。上衣背中上部分に擬装用のループに変わり、緊急脱出用の持ち手（乗員を車外に引きずり出す時など）に変更されている。
航空用
海上自衛隊陸上戦闘服
陸警隊などが使用する。陸上自衛隊で使用されている一般用迷彩服と外見、材質、仕様は変わりない。戦闘服の下に着るインナーのTシャツは黒である。警衛隊では戦闘服右肩エポレットより白色の飾緒を装着する。

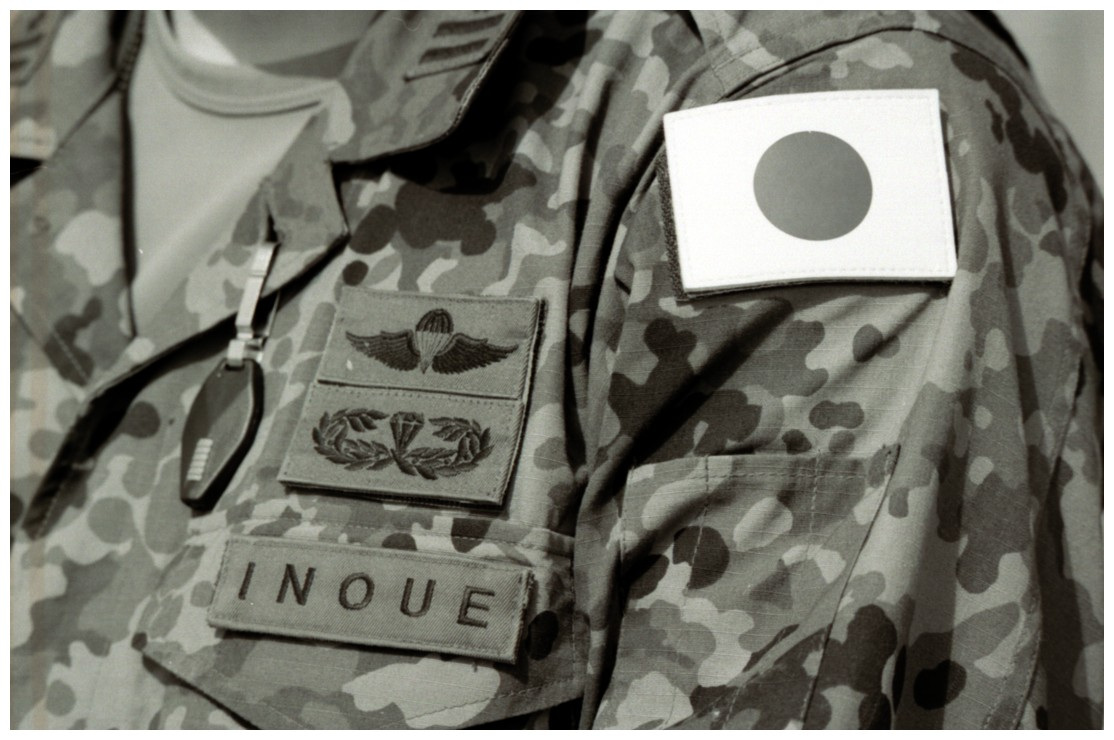
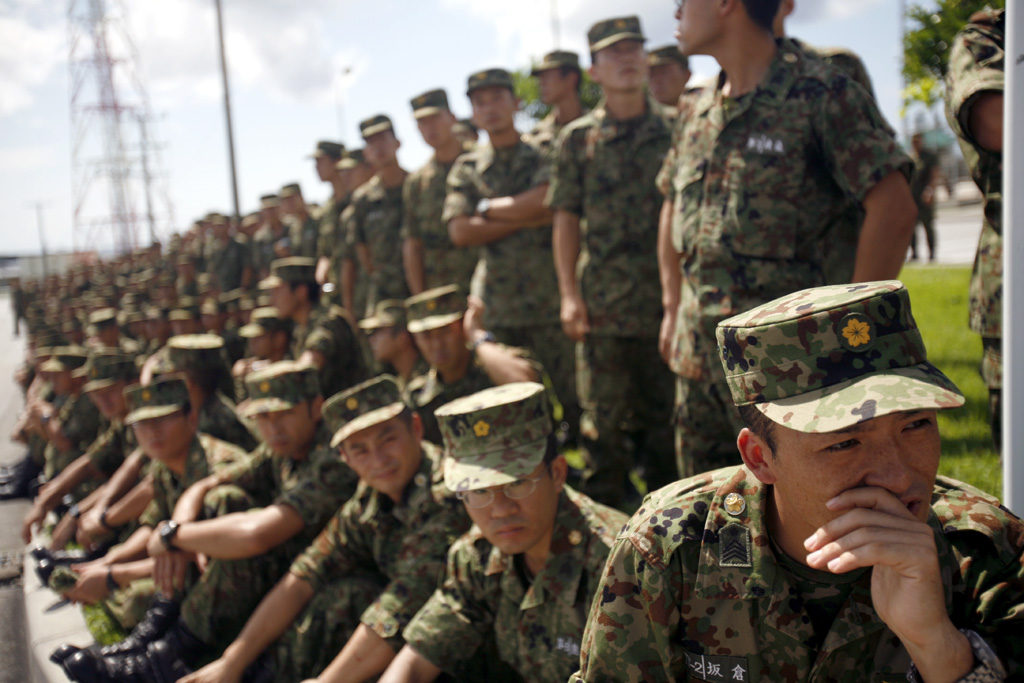
迷彩服2型を着用した隊員たち
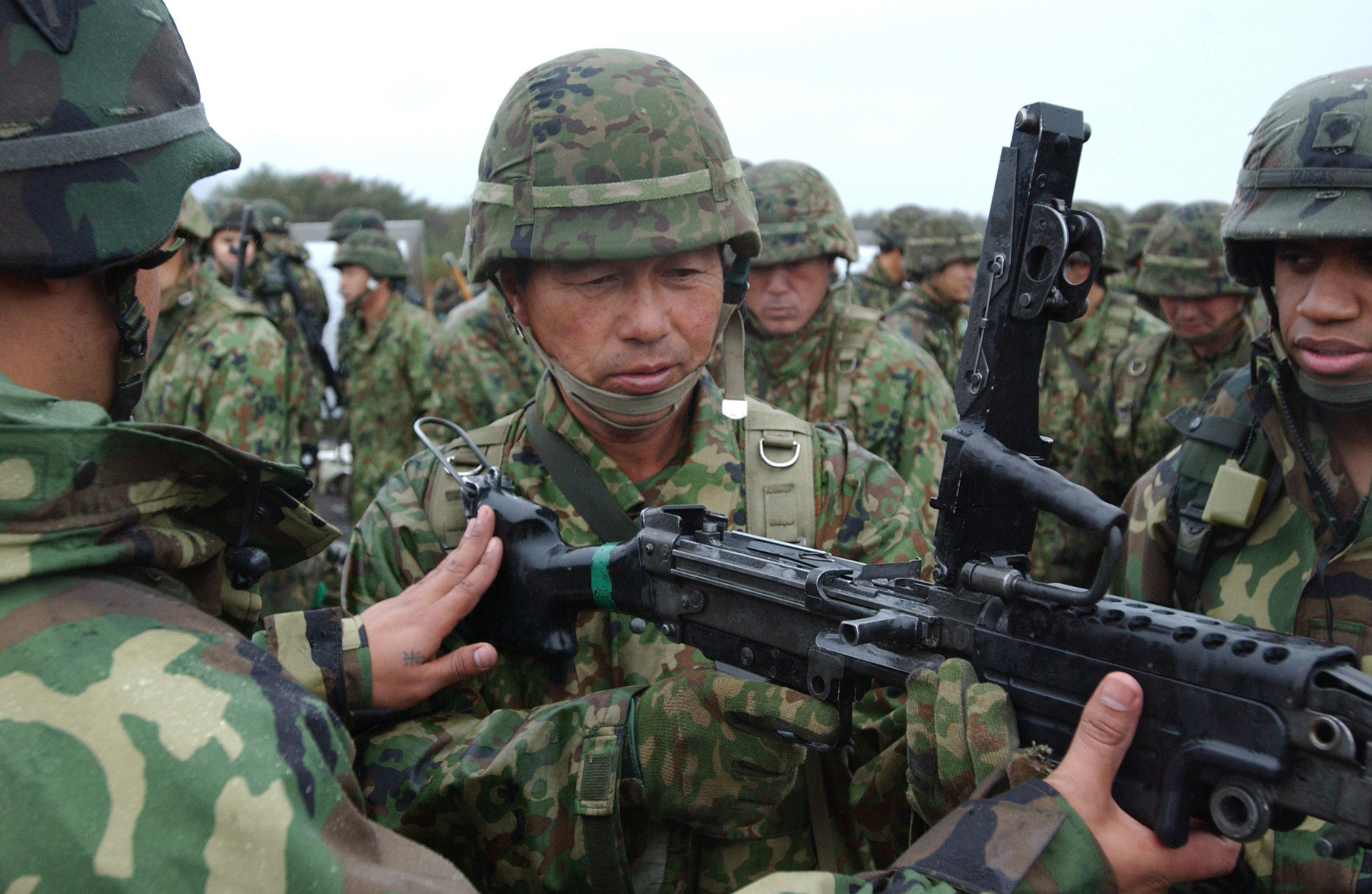
米兵からM249軽機関銃の説明を受ける陸自隊員

## 防暑服4型

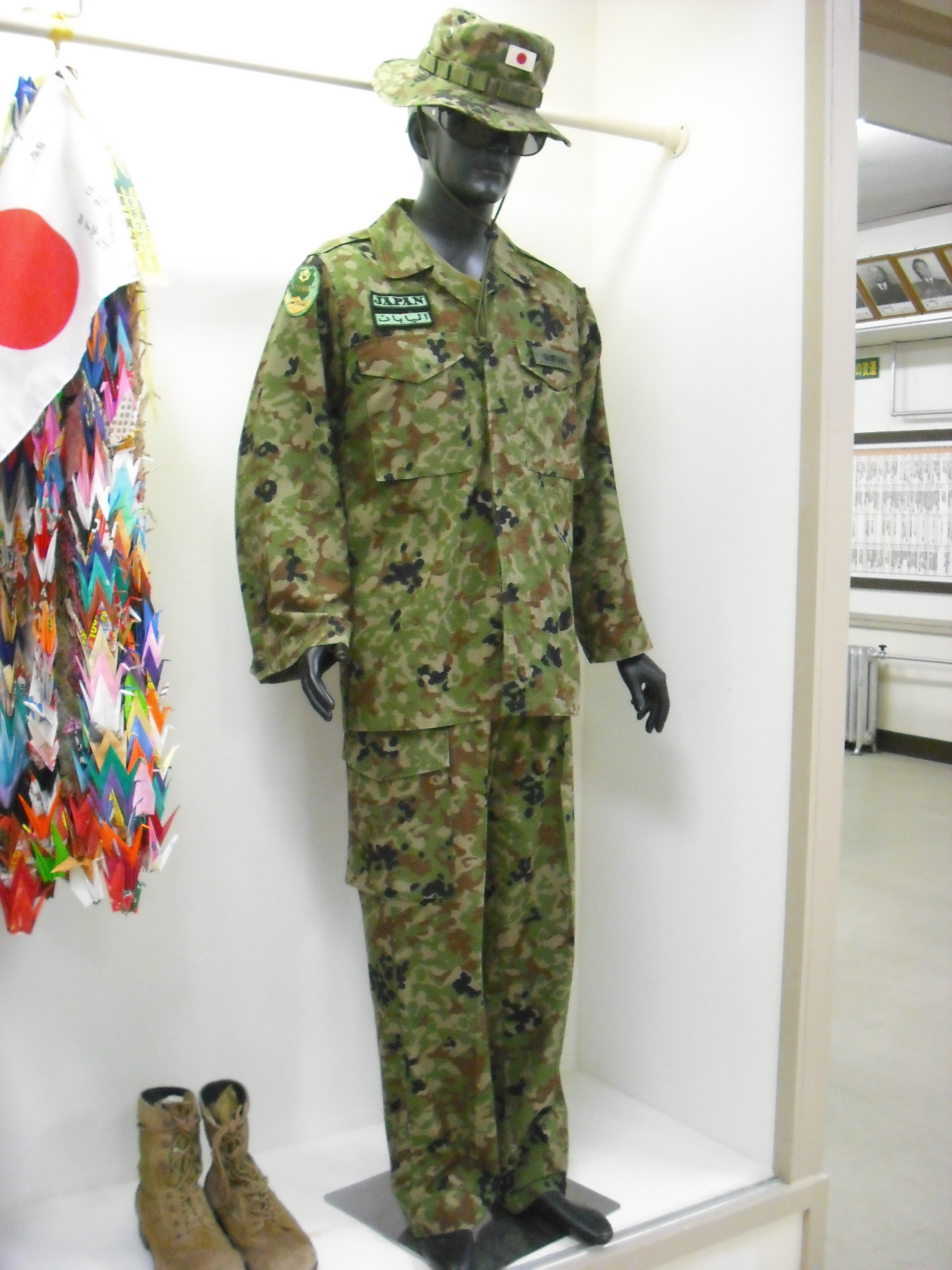
防暑服4型と防暑靴（広報館にて展示物）

自衛隊イラク派遣に参加した陸上自衛隊隊員も迷彩服2型を改良した「防暑服4型」を着用していた。乾燥地域のイラクでは緑色が目立ち、迷彩の用を成さないため、現地に合わせた砂色の砂漠迷彩服を調達することも検討されたが、むしろ日本の部隊であるということを強調する意味と、緑が現地で好まれる色であることからあえて日本用の迷彩服を着用した。つまりは武力を用いた治安維持任務ではなく、地元民のための人道復興支援活動のみを行う部隊であることを明示したのである。砂漠用迷彩服では治安維持任務に従事する他国の兵士と間違われて、武装勢力から攻撃されることが懸念された。
防暑服4型は、日の丸のパッチを取り付け可能なほか、猛暑の中でも行動しやすいように通気性のよい素材を使い、生地を薄くしたため、破れにくいように米軍のACU同様リップストップとなっている。
ソマリア海賊対処のためにジブチに派遣されている中央即応連隊の隊員は防暑服4型に砂漠迷彩を施した戦闘服を着用して任務に当たっている。この戦闘服に採用されている迷彩は、航空自衛隊が湾岸戦争時に採用したチョコチップ（6C desert）迷彩（実際には使用されなかったので幹部候補生学校で使用されていたが、新型迷彩作業服（デジタルドットパターン）の採用により用途廃止）や、イラク派遣で使用したコーヒーステイン（3C desert）迷彩では無く、迷彩服2型の色調を変更して砂漠に対応させた自衛隊オリジナルの迷彩である。

## 登場作品

### 映画
『戦国自衛隊1549』
第三特別実験中隊・ロメオ隊双方の隊員が着用している。

### アニメ
『デジモンテイマーズ』
アニメ作品のため、配色の都合上OD一色になっている。

### ゲーム
『SIREN2』
自衛官である永井頼人や沖田宏のほか、屍人化・闇人化した自衛官が着用している。